# 岸辺露伴 ルーヴルへ行く
『岸辺露伴 ルーヴルへ行く』（きしべろはん ルーヴルへいく、フランス語: Rohan au Louvre）は、フランスのルーヴル美術館とフュチュロポリス社が2005年より実施してきたBD（バンド・デシネ）プロジェクトの第5弾として、2009年に発表された荒木飛呂彦の漫画作品。
2023年5月26日に実写映画版が公開された。

## 概要・構成
26×18.6センチの愛蔵版サイズ・123ページのフルカラー作品。荒木飛呂彦の初のフルカラー漫画作品である。
フルカラーにした理由について、荒木は「BDプロジェクトに出展された4作品が全てフルカラーだと聞いたから」「そういう機会はめったに無いから」と説明している。構成を3分割すると、日本が舞台の前篇、パリの中篇、ルーヴル美術館地下の後篇となり、段階的に色合いが遷移する。前篇は和風旅館で過去なのでセピア、中篇のパリはピンク、地下ではブルーを基調に描かれる。荒木は、従来の色使いで全編構成すると読み手が疲れると判断し、エンキ・ビラルやニコラ・ド・クレシー、マルク＝アントワーヌ・マチューなどの作品を参考にフルカラー用の色彩感覚を学んだ。
物語は短編作品集『岸辺露伴は動かない』同様、漫画家の岸辺露伴を主人公として展開する。露伴が主人公となった理由については、『ウルトラジャンプ』掲載のインタビューにて「新しくキャラクターを描き起こせばその人物紹介だけで何十ページも消費し、なかなかルーヴルの物語に入っていけないが、作者がキャラクターをわかっていれば、露伴を知らない読者にもスッと提示できる」と説明がされている。
漫画本編に加えて、巻末には「ARAKI HIROHIKO Meets MUSÉE DU LOUVRE」としてBDプロジェクトの解説やフランス取材記が収録されている。

## 制作背景
ルーヴル美術館は、BD（バンド・デシネ）プロジェクトに「ルーヴル美術館を題材に、オリジナルの作品を制作すること」という条件でエントリーを集めていた。出版部副部長、ファブリス・ドゥアールは、この中に日本の漫画家の参加を希望していた。
執筆の発端は、荒木が2007年1月27日 - 4月8日に東京都美術館で開催された『オルセー美術館展／19世紀 芸術家たちの楽園』の手伝いで三菱一号館美術館初代館長の高橋明也と対談を行ったことである。対談のきっかけを作った新聞社を通じて、ルーヴルからオファーが舞い込み、荒木はこれを快諾した。
その後ドゥアールが来日し、ミーティングが行われたがルーヴル側からの意向は先述のエントリー条件に加えて「取材や資料提供などの協力は惜しまないので、あとはイマジネーションの赴くままに物語を描いて欲しい」というシンプルな条件の提示に留まり、避けるべき描写に関する質問にも「特に無し。物語のテーマに我々が共感し、必要と感じる描写であれば、禁止する理由はない」という回答がなされ、荒木は月刊連載のかたわら、物語の構想に入った。
2008年秋、荒木は取材と打ち合わせのために2003年のパリでの個展「JOJO IN PARIS」開催以来5年ぶりにフランスへと渡り、ルーヴル美術館を訪れた。取材は2日間に及び、初日は普段入れないルーヴルの地下や屋根裏などに特別に立ち入りが許可され、休館日であった2日目には貸し切り状態で内部の取材を行えることとなった。このときの、地下倉庫を訪れるという取材そのものが、作品内に模して描かれることで活かされることになる。また、この時にBDプロジェクトで編集作業を担当したフュチュロポリス社とページ数や本の形態、開きの方向、描き文字の扱いなどの打ち合わせを行っている。
ルーヴルでの2日間にわたる取材で着想を得た荒木は、企画展示用に物語のイメージを伝えるイラストと、作品の冒頭部分に先行して着手した。出来上がったネームは翻訳され、プロジェクト責任者のドゥアールに加え、ルーヴル美術館館長アンリ・ロワレットも目を通し、最終的なOKが出されたことにより、いよいよ原稿の執筆に入ることになった。
そして2009年、連載のスケジュールを調整し、時間を確保した荒木は初となるフルカラー作品の執筆に入る。ルーヴルのチェックを受けながら順調に作業は進み、執筆当初は60ページ程度の予定であった作品はデビュー前の露伴のエピソードなどを追加したことにより、最終的に123ページという読み切り作品としてはかなり大規模なものとなった。
作品の冒頭ページの複製原稿は2009年1月22日 - 4月13日にルーヴルで実施されたテーマ企画展『小さなデッサン展-漫画の世界でルーヴルを-』に展示された。日本の漫画家の漫画作品が展示されるのは、ルーヴル美術館史上初の出来事である。
フランス語版単行本は2010年3月下旬にルーヴル美術館内の書店と、ブックフェアでの先行販売が開始され、4月8日に一般発売になった。日本でも一部書店やネット書店がフランス版単行本の予約受付を開始したが、その反響は受注を一時中止せざるを得ないほど大きかったという。
日本語版はモノクロで全123ページが『ウルトラジャンプ』2010年4月号 - 6月号の3号に分割して掲載され、掲載に付随して、企画に参加した経緯などの作者へのインタビューも3号に渡って掲載された。このことに加え、「ジョジョの奇妙な冒険」シリーズ通算100巻到達を記念して、小冊子「JOJO'S BIZARRE ADVENTURE VOL.100.5」が付録として収録されたことにより、『ウルトラジャンプ』4月号は初版7万部に加え、3万部が緊急重版される事態となった。掲載当時、単行本化については『ウルトラジャンプ』掲載のインタビューにて「準備中」と説明されており、発売日時については今後『ウルトラジャンプ』誌上、および『ウルトラジャンプエッグ』で告知が行われる予定とされていた。
日本語版単行本は『ウルトラジャンプ』2011年5月号において同年5月19日に本来のフルカラーで発売されることが告知され、予定より一週間遅れの同年5月27日に発売された。

## あらすじ
漫画家の岸辺露伴は、読者に「この世で最も『黒い色』という色を見たことがあるだろうか？」と問いかけ、自分のその問いに関する体験と、そこまでのいきさつを語る。
発端は10年前まで遡る。当時17歳の露伴は漫画家デビューを目指しており、投稿用の原稿を執筆するため、祖母の経営する元旅館アパートに夏休みの2か月間移住する。そこで入居者の女性・藤倉奈々瀬から、この世で最も黒く、最も邪悪な絵の存在を聞かされる。その絵はかつて彼女の地元の地主が所有しており、彼女自身も遠目で見たことがあったが、買い取られて今はルーヴル美術館にあるという。奈々瀬は後に失踪したうえ、露伴もデビュー後は仕事に夢中になり、絵と奈々瀬のことはいつしか忘れていた。
10年後、27歳となった露伴は億泰らとの世間話をきっかけに絵と奈々瀬のことを思い出して好奇心と青春の慕情に駆られ、絵を見るためにルーヴル美術館を訪れる。

## 登場人物
主人公の露伴を含め、一部の登場人物は『ジョジョの奇妙な冒険』のPart4（第4部）『ダイヤモンドは砕けない』（以降、Part4と表記）と共通であるが、登場人物の設定にはPart4と異なるものがある。また、荒木がルーヴル美術館で取材した時のメンバー構成が、劇中において探索を行ったメンバー構成（漫画家と美術館のスタッフ、通訳に消防士2名）と同一になっている。
岸辺 露伴（きしべ ろはん）
杜王町に住む人気漫画家。27歳。デビュー前の17歳の時、祖母の経営するアパートに入居した女性、奈々瀬から聞いたこの世で最も黒い絵を見るためにルーヴル美術館を訪れ、その絵に隠された怨念と奈々瀬の秘密を知ることとなる。
今作へのインタビューにて、インタビュアーからはPart4でエキセントリックだった彼とは印象が違うと指摘されており、荒木は「よそ行き」「今回はルーヴル用のキャラで書いていて、『ジョジョ』用に描いてるのとちょっと違うんですよ」と説明している。スタンド「ヘブンズ・ドアー」のデザインは同時期に描かれた『岸辺露伴は動かない -六壁坂-』同様のロボット風となっている。キャラクター設定面においても、Part4では16歳の時にデビューし20歳の時に虹村形兆から矢で射抜かれたことでスタンドが発現した設定であったが、今作では17歳の時点でデビューしておらず、この時点でスタンド使いになっている。
藤倉 奈々瀬（ふじくら ななせ）
露伴の祖母の経営するアパートに入居してきた女性。21歳。既婚者のため、露伴の祖母が定めた入居条件に合致していないが、離婚して一人で住む予定であるということで特別に入居を許可された。
気さくな性格でアパートに泊り込んで漫画を描いていた露伴とも次第に打ち解けていき、露伴も彼女に自分の描いた漫画を見せたりスタンドで心を読むことをためらうなど、彼女には特別な感情を抱いていたことを窺わせる行動をとっていた。一方で、携帯での通話中に涙を流しながらアパートを飛び出して、数日後に戻ってきた時には涙を流しながら突然露伴に抱きついたり、露伴が奈々瀬をモデルにして描いた漫画を見せた際には「重くてくだらなすぎる」「くだらなすぎて安っぽい行為」と激昂して原稿をズタズタに切り裂いたりするなど、やや情緒不安定な一面を見せることもある。
露伴に「黒い絵」の存在を教えた張本人であり、露伴の漫画を切り裂いた後で謝罪の言葉を残して姿を消し、その後二度とアパートには戻ることなく消息を絶った。
その10年後、ルーヴルでの体験と山村仁左右衛門に関する調査結果から、露伴はその正体が処刑された仁左右衛門の妻、山村奈々瀬（旧姓：岸辺）であり、自分の遠い子孫である露伴に「黒い絵」に宿った夫の怨念を止めてもらうために姿を現したのではないかと推測している。
露伴の祖母
露伴の母方の祖母。かつて杜王町で旅館を経営していたが夫（露伴の祖父）の死去をきっかけに廃業し、建物を賃貸アパートとして貸し出していたが、「喫煙は不可。夫婦は不可。子供連れはもっと不可。ペットは不可。料理は不可。家具の持ち込み不可。バイクは不可。楽器及びマージャン不可。ドライヤーは不可。門限は夜10時まで。」と異様に厳しい入居条件を出していたため、入居者はほとんどいなかった。
露伴のセリフによると露伴がルーヴルへ行く一年前に死去しており、「黒い絵」の力によってZ-13倉庫に姿を現している。
山村 仁左右衛門（やまむら にざえもん）
本作のキーワードとなるこの世で最も黒い絵の作者。言い伝えによると仁左右衛門は彼しか知らない種類の樹齢一千年以上の大木の幹の中からこの世で最も黒い「漆黒の黒」を発見し、それを顔料として絵を描いたが、その大木を切り倒した罪で領主の怒りを買い、処刑されてしまう。彼によって描かれた絵は呪いが噂されたために全て焼き捨てられたが、仁左右衛門が生前に隠していたことにより一枚だけ奈々瀬の生まれ故郷の地主の家に現存しており、その一枚はルーヴルに買い取られていった。
東方 仗助（ひがしかた じょうすけ）、広瀬 康一（ひろせ こういち）、虹村 億泰（にじむら おくやす）
Part4の主人公とその友人たち。彼らとの会話をきっかけに露伴はかつて聞いた「黒い絵」のことを思い出す。
露伴はPart4の20歳から27歳に変わっているが、3人は全員Part4と同じ学ラン姿で登場している。
また、3人のうち仗助は後ろ姿のみの登場でセリフも存在せず、本作以降に描かれた『岸辺露伴は動かない』シリーズでも一貫して同じ扱いとなっている。
野口（のぐち）
ルーヴル美術館の出版部職員で、日本語通訳の担当。ルーヴルを訪れた露伴の問い合わせに応じて山村仁左右衛門の作品について調べ、その所蔵場所に不審な点があったことから東洋美術学部門に連絡をとり、そこの責任者であるゴーシェらの調査に自らも同行する。
だが、所蔵先のZ-13倉庫で自身の不注意で溺死した息子のピエールと再会し、彼に思わず触れてしまったことで後悔と謝罪の言葉を口にしながら溺死する。
ゴーシェ
ルーヴル美術館東洋美術学部門の責任者。野口からの報告を受けて山村仁左右衛門の作品の実態を確認するため、所蔵場所のZ-13倉庫へ調査に乗り出す。
しかし、露伴を含めた調査団しかいないはずのZ-13倉庫で消防士の一人が怪死し、同時に現れた無数の人影にうろたえていると今度は自分が突如車に轢かれたような傷を負い、死亡する。
消防士
ルーヴル美術館に常駐する警備管轄の消防士2名。山村仁左右衛門の作品の所蔵場所とされるZ-13倉庫がある区域は老朽化が進んでおり、かつ迷路のような構造となっていることから安全確保のために調査団に同行する。
しかし、そのうち一人は「黒い絵」に近付いた際にどこからか銃撃を受けて死亡し、もう一人もZ-13倉庫に現れた、かつて同じ戦場にいたと思しき人物に触れられた際に体を蜂の巣にされて死亡する。

## 用語
月下（げっか）
山村仁左右衛門が描いたとされるこの世で最も黒く、最も邪悪な絵。ルーヴル美術館のZ-13倉庫に所蔵されており、正式名称は野口がデータベースを検索するシーンで一度だけ登場する。
絵には黒地に白抜きで藤倉奈々瀬によく似た和服姿の女性が描かれており、処刑された仁左右衛門の怨念によるものか、近付いた者にその人物の先祖の罪を用いて攻撃を行う。より具体的に説明すると、絵に近付くとその人物に縁故のある死者が現れ、それに触れるとその人物にまつわる死因により死亡する（戦争で死亡した人間に触れれば体中に銃創を受けて死亡し、溺死した人間に触れれば周囲に水が無くとも溺死する）。
露伴の推測によれば、その絵に使われている黒の正体は、仁左右衛門が切り倒した樹齢2000年の老木の内部のような安定した暗闇の中だけで眠り生き続ける蜘蛛の如き「どす黒い生物」であり、人の気配を察知すると処刑された仁左右衛門の怨念に呼応するかのように絵から離れ、周囲の人間に取り憑いてその人物の体に刻まれた祖先の罪を見せて攻撃しているのだという。
露伴とともに「黒い絵」の調査を行い、絵の呪いによって死亡した4人と、かつて1989年に黒い絵を日本で購入した当時のルーヴル美術館学芸部長は行方不明者として現在も捜索が行われており、「黒い絵」自体はその後「化学分析鑑定の後に焼却処分された」との報告があったというが、露伴はその話を鵜呑みにせず調査をしたものの真実は明らかにならなかった。
Z-13倉庫
山村仁左右衛門の作品の所蔵場所とされる倉庫。ルーヴル美術館の創設されたナポレオン皇帝時代に作られた地下倉庫で30年ほど前までは使用されていたが、現在は地球温暖化によるセーヌ川の氾濫によって所蔵品が被害を受ける可能性があることから、水害防火対策の施された最新の倉庫に所蔵品が全て移された、使用されているはずのない見捨てられた倉庫であった。
架空の倉庫ではあるが、設定自体は同様の理由で使用されていない実在の倉庫がモデルとなっており、『ウルトラジャンプエッグ』に掲載されたコラムにはモデルにされたと思しき倉庫の写真がある。

## 書誌情報
- 荒木飛呂彦『岸辺露伴 ルーヴルへ行く』集英社〈UJ愛蔵版〉、2011年5月31日発行（2011年5月27日発売[12]）、ISBN 978-4-08-782379-0
- 荒木飛呂彦『岸辺露伴 ルーヴルへ行く』集英社〈ジャンプ コミックス〉、2023年4月9日発行（2023年4月4日発売[13][14]）、ISBN 978-4-08-883524-2
- 『Rohan au Louvre』（フランス語版）ISBN 978-2-75480-362-5

## 実写映画
2023年5月26日に公開された。NHKで放送されたテレビドラマ『岸辺露伴は動かない』のキャスト・スタッフが続投する形で制作された。